# Cruel Summer (GOOD Music-album)
A Kanye West Presents: Good Music – Cruel Summer, röviden csak Cruel Summer, a GOOD Music amerikai lemezkiadó előadói által kiadott válogatásalbum, amely 2012. szeptember 14-én jelent meg a kiadón és a Def Jam Recordingson keresztül. Kanye West, amerikai rapper, aki a kiadó igazgatója, 2011 októberében jelentette be először az album terveit. A válogatásról négy kislemez jelent meg, a Mercy, a Cold, a New God Flow és a Clique, amelyek mind szerepeltek a Billboard Hot 100-on. A lemezen az előadók közé tartozik West és a GOOD Music előadói közül Pusha T, Big Sean, Teyana Taylor, Cyhi the Prynce, Kid Cudi, John Legend, Common, D’banj és Malik Yusef, illetve olyan Westhez közel álló előadók, mint 2 Chainz, Jay-Z és Travis Scott. Az utómunkálatokat főként a GOOD Music produceri szárnya, a Very GOOD Beats végezte, mint West, Hit-Boy, Hudson Mohawke, Travis Scott és Lifted.
A Cruel Summert általánosan méltatták a zenekritikusok, kiemelve a dalokat, amelyeken szerepel West és a lemez stílusát, bár albumként felemásnak tekintették. Második helyen debütált a Billboard 200-on, 205 ezer eladott példánnyal az első héten. Ezek mellett elérte az első tíz hely egyikét Ausztráliában, Kanadában, Svájcban és az Egyesült Királyságban. Az Amerikai Hanglemezgyártók Szövetségétől (RIAA) platina minősítést kapott.

## Háttér
Kanye West 2004-ben alapította a GOOD Music lemezkiadót. Az elindulása óta West sok közeli közreműködő partnerét leszerződtették, mint Kid Cudi, Common, John Legend, Pusha T, Big Sean és Travis Scott. West a GOOD Music album terveit 2011 októberében jelentette be, a Twitter fiókján keresztül. Később, 2012. május 23-án a Cruel Summer filmmel együtt jelentették be az album címét. A filmet Elon Rutberg írta, a producere pedig Alex Rosenberg volt és a Cannes-i filmfesztiválon mutatták be. Az album eredetileg 2012. augusztus 7-én jelent vole meg, de többször is elhalasztották.
Pusha T azt nyilatkozta, hogy több, mint 20 versszakot vett fel az albumra, többek között a Trash Bags dalt Big Seannal és és Commonnal, amelyet végül elvetettek. Azealia Banks is azt mondta, hogy vett fel zenét Westtel 2012-ben, de közreműködései végül nem kerültek az albumra.

## Kislemezek
A Mercy, amely egy közreműködés Kanye West, Big Sean, Pusha T és 2 Chainz között, 2012. április 3-án jelent meg, mint az album első kislemeze. A dalt a Funkmaster Flex’s Hot 97 műsorán mutatták be és másnap jelent meg West hivatalos weboldalán, a GOOD Fridays sorozat részeként, amely alatt West minden héten adott ki új zenét MP3 formátumban. A dal 13. helyig jutott a Billboard Hot 100-on és a Billboard Hot R&B/Hip-Hop Songs, illetve a Billboard Hot Rap Songs listavezetője volt.
A Cold, amelyen közreműködött DJ Khaled, az album második kislemeze volt. A dal iTuneson jelent meg kislemezként 2012. április 17-én. A digitális megjelenést követően május 8-án került rádiókba. A kislemez 89. és 69. helyig jutott a Billboard Hot 100 és a Billboard Hot R&B/Hip-Hop Songs slágerlistákon.
A New God Flow, amely egy Pusha T és Kanye West közötti közreműködés volt, 2012. július 21-én jelent meg az album harmadik kislemezeként. Először a 2012-es BET Awards díjátadón mutatták be július 2-án, egy a cappella fellépés közben. A dal 89. helyig jutott a Billboard Hot 100-on. A Clique 2012. szeptember 7-én jelent meg, mint az album negyedik kislemeze és közreműködés volt Kanye West, Jay-Z és Big Sean között. 12. helyig jutott a Billboard Hot 100-on és második volt a Billboard Hot R&B/Hip-Hop Songs listán.

## Fogadtatás
A Cruel Summer hideget és meleget it kapott a zenekritikusoktól. A Metacritic weboldalon, amely szakértői kritikák alapján ad egy értékelést 100 pontból, 68 pontot kapott az album (28 kritika alapján). Christopher R. Weingarten (Spin) azt írta, hogy „nem egy összefüggő album,” illetve, hogy „kis, kellemetlen és költséges félrelépések sorozata.” Nathan Rabin (The A.V. Club) azt mondta, hogy „úgy érződik, mint egy szokatlanul zsúfolt szólóalbum, de West közreműködőinek nincs meg az a tehetsége, hogy megnagyobbítsák önmagukat és ezt összeolvasszák az önelemzéssel.” Ted Scheinman (Slant Magazine) azt írta, hogy az albumnak nincsen „koncepciója, vagy produceri értéke,” amelyről úgy érezte, hogy „önmagában nem egy Kanye-album, de még, mint egy válogatásalbum is kevés.”
Jon Caramanica (The New York Times) méltatta az album négy kislemezét, mert azok „Westet mutatják legjobb formájában,” de úgy érezte, hogy a GOOD Music további rapperei már nem mind annyira meggyőzőek. Jonah Weiner (Rolling Stone) következőképpen írta le az albumot: „esetenként üdítő, de végül kiábrándító, [...] nagy kiállások nélkül, de sok kis pozitívummal,” amelyen West „a sztár... aki elsiettet minden dalt, amin rajta van, mintha az valaki másnak az elfogadóbeszéde lenne.” A magazin később az év 24. legjobb albumának nevezte.
Adam Fleischer (XXL) úgy érezte, hogy azok a dalok voltak az album legjobbjai, amelyeken szerepelt West. Andy Gill (The Independent) úgy érezte, hogy a lemez kevésbé ambiciózus, mint West saját albumai és azt mondta, hogy a dalok „ugyan nem ragyogóak, de hoznak magukkal egy vészjósló, csendes környezetet.” Paul MacInnes (The Guardian) azt írta, hogy West „bőségre való hajlandósága az egyik legüdítőbb a popzenében.” Priya Elan (NME) úgy érezte, hogy az album szükséges, mint „egy kereszteződés a rap egyik legzseniálisabb, szolipszista elméjének karrierjében.” Robert Christgau (MSN) kevésbé volt elragadva és azt írta, hogy a rappelés okos volt, de egy kicsit elrontja a „Pazarló Életmód Megegyezik Az Autentikus Négeröntudattal” filozófia, bár a zenei oldala tetszett neki: „a meglepetés, hogy a figyelemhez annyira kevés erőfeszítés szükséges, mert mindig van valami zenei pont, ami bevonz.” Az albumot jelölték a Világ Legjobb Albuma díjra a 2014-es World Music Awardson és a Legjobb csoport album díjra a 2012-es XXL Awardson.

## Számlista
| 1.    | To the World (Kanye West, R. Kelly és Teyana Taylor közreműködésével)                                  | Kanye West Robert Kelly Andrew Wansel Warren Felder Che Smith Malik Jones                                                                          | 3:51 |
| 2.    | Clique (Kanye West, Jay-Z és Big Sean közreműködésével)                                                | Chauncey Hollis Sean Anderson West Shawn Carter James Fauntleroy                                                                                   | 4:53 |
| 3.    | Mercy.1 (Kanye West, Big Sean, Pusha T és 2 Chainz közreműködésével)                                   | West Stephan Taft Anderson Mike Dean Terrence Thornton Tauheed Epps Anthony Khan James Thomas Denzie Beagle Winston Riley Reggie Williams          | 5:26 |
| 4.    | New God Flow.1 (Kanye West, Pusha T és Ghostface Killah közreműködésével)                              | West | 5:57 |
| 5.    | The Morning (Raekwon, Pusha T, Common, 2 Chainz, Cyhi the Prynce, Kid Cudi és D’banj közreműködésével) | West Ramon Ibanga Jeff Bhasker Jacques Webster Corey Woods Thornton Lonnie Lynn Epps Cydel Young Andrea Martin Alan Lerner Frederick Loewe         | 4:35 |
| 6.    | Cold.1 (Kanye West és DJ Khaled közreműködésével)                                                      | West Hollis James Smith Marlon Williams | 3:36 |
| 7.    | Higher (The-Dream, Pusha T, Mase és Cocaine 80s közreműködésével)                                      | Hollis Terius Nash Thornton Mason Betha Fauntleroy                                                                                                 | 4:34 |
| 8.    | Sin City (John Legend, Travis Scott, Teyana Taylor, Cyhi the Prynce és Malik Yusef közreműködésével)   | John Stephens Webster Tommy Brown Teyana Taylor Joseph Young C. Young Jones Victoria McCants                                                       | 4:28 |
| 9.    | The One (Kanye West, Big Sean, 2 Chainz és Marsha Ambrosius közreműködésével)                          | West Anderson Epps Marsha Ambrosius Byron Thomas Jones Fauntleroy C. Smith Carlton Ridenhour James Boxley Dave Barker Winston Riley Ansell Collins | 5:44 |
| 10.   | Creepers (Kid Cudi közreműködésével)                                                                   | Scott Mescudi | 3:14 |
| 11.   | Bliss (John Legend és Teyana Taylor közreműködésével)                                                  | Stephens Taylor Ross Birchard Erika Hamilton | 3:30 |
| 12.   | Don’t Like.1 (Kanye West, Chief Keef, Pusha T, Big Sean és Jadakiss közreműködésével)                  | West Keith Cozart Thornton Anderson Jason Phillips Tyree Pittman Townsend Barrington Levy Paul Love                                                | 4:43 |
| 54:31 | | |      |

További énekesek/háttérének
- Clique: Cocaine 80s, Aude Cardona és Travis Jones.
- The Morning: Andrea Martin.
- Cold.1: DJ Pharris.
- Higher: John Legend és 2 Chainz.
- Sin City: Cocaine 80s.
- Don’t Like.1: Noah Goldstein.

Feldolgozott dalok
- Mercy: Dust a Sound Boy, szerezte: Denzie Beagle és Winston Riley, előadta: Super Beagle; Cu-Oonuh, szerezte: Reggie Williams és Winston Riley, előadta: Reggie Stepper; Lambo, előadta: YB; Tony’s Theme, szerezte: Giorgio Moroder.
- New God Flow: Synthetic Substitution, szerezte: Herb Rooney, előadta: Melvin Bliss; Mighty Healthy, szerezte: Herb Rooney, Ronald Bean, Highleigh Crizoe és Dennis Coles, előadta: Ghostface Killah; Sermon Fragment, szerezte és előadta: Townsend; Bôdas De Sangue, szerezte és előadta: Marcos Valle.
- The Morning: Get Me to the Church on Time, szerezte és előadta: Alan Jay Lerner és Frederick Loewe.
- Cold: Illegal Search, szerezte: James T. Smith és Marlon L. Williams, előadta: LL Cool J; Lookin’ at Me, szerezte és előadta: Mase.
- The One: Public Enemy No. 1, szerezte: Carlton Ridenhour és James Boxley, előadta: Public Enemy; Double Barrel, szerezte: Dave Barker, Winston Riley és Ansell George Collins, előadta: Dave és Ansell Collins.
- Don’t Like: Under Mi Sensi, szerezte és előadta: Barrington Levy és Paul Love.

## Közreműködő előadók
Az AllMusic adatai alapján.
| - 2 Chainz – fő előadó - Virgil Abloh – kreatív igazgató - Marsha Ambrosius – fő előadó, ének - Chris Atlas – marketing - Craig Balmoris – producer - Daniel Betancourt – hangmérnök - Big Sean – fő előadó - Dan Black – producer - Tommy Brown – producer - Don C. – A&R - Guido Callarelli – művészi igazgató - Jim Caruana – asszisztens, hangmérnök - Chief Keef – fő előadó - Common – fő előadó - D'Banj – fő előadó - Mike Dean – további produceri munka, billentyűk, keverés - DJ Khaled – fő előadó - DJ Pharris – ének - The-Dream – fő előadó - James Fauntleroy II – ének - Mannie Fresh – producer - Ghostface Killah – fő előadó - Noah Goldstein – hangmérnök, billentyűk, mastering, keverés, ének - Hit-Boy – producer - Hudson Mohawke – zenész, producer - Jadakiss – fő előadó - Jay-Z – fő előadó - Doug Joswick – albumborító - R. Kelly – hangmérnök, fő előadó - Kid Cudi – fő előadó - Anthony Kilhoffer – további produceri munka, hangmérnök, billentyűk, mastering, keverés, zenész, producer, hangeffekt - Rob Kinelski – hangmérnök - John Legend – háttérének, fő előadó | - Ken Lewis – további produceri munka, hangmérnök - Andrea Martin – ének - Mase – fő előadó - Ian Mereness – hangmérnök - Fabien Montique – fényképész - Julian Nixon – producer - Oakwud – producer - Keith Parry – keverés asszisztens - Richard Parry – asszisztens - Joe Perez – grafikus - Che Pope – A&R, executive producer, programozás - Cyhi da Prynce – fő előadó - Pusha T – fő előadó - Raekwon – fő előadó - Patrick Reynolds – A&R - Montez Roberts – hangmérnök - Todd Russell – művészi producer - Bart Schoudel – hangmérnök - Travis Scott – fő előadó, producer - Nael Shehade – hangmérnök - Rob Suchecki – asszisztens - Bill Sullivan – hangmérnök - Teyana Taylor – fő előadó - Scott Townsend – művészi producer - Twilite Tone – további produceri munka, producer - Anna Ugarte – asszisztens - Andrew Wansel – producer - Kanye West – további produceri munka, kreatív igazgató, executive producer, fő előadó, producer - Kristen Yiengst – művészi producer - Young Chop – producer - Malik Yusef – fő előadó - Izvor Zivkovic – management |

## Slágerlisták
| Slágerlista (2012)                            | Legmagasabb pozíció |
| --------------------------------------------- | ------------------- |
| Ausztrál Albumok (ARIA)                       | 7                   |
| Belga Albumok (Ultratop Flanders)             | 55                  |
| Belga Albumok (Ultratop Wallonia)             | 125                 |
| Kanadai Albumok (Billboard)                   | 4                   |
| Dán Albumok (Hitlisten)                       | 12                  |
| Holland Albumok (Album Top 100)               | 69                  |
| Holland Válogatásalbumok (Compilation Top 30) | 10                  |
| Francia Albumok (SNEP)                        | 30                  |
| Norvég Albumok (VG-lista)                     | 18                  |
| Svájci Válogatásalbumok (Schweizer Hitparade) | 10                  |
| Brit albumletöltési lista (OCC)               | 4                   |
| Brit válogatásalbum lista (OCC)               | 2                   |
| US Billboard 200                              | 2                   |
| US Compilation Albums (Billboard)             | 1                   |
| US Top R&B/Hip-Hop Albums (Billboard)         | 1                   |

| Év   | Slágerlista                           | Pozíció |
| ---- | ------------------------------------- | ------- |
| 2012 | Ausztrál Urban Albumok (ARIA)         | 35      |
| 2012 | Brit válogatásalbum lista (OCC)       | 71      |
| 2012 | US Billboard 200                      | 79      |
| 2012 | US Compilation Albums (Billboard)     | 5       |
| 2012 | US Top R&B/Hip-Hop Albums (Billboard) | 15      |
| 2013 | US Compilation Albums (Billboard)     | 15      |
| 2013 | US Top R&B/Hip-Hop Albums (Billboard) | 54      |

## Minősítések
| Régió                   | Minősítés | Példányszám |
| ----------------------- | --------- | ----------- |
| Egyesült Államok (RIAA) | Platina   | 1,000,000   |

## Kiadások
| Régió              | Dátum                | Kiadó                  |
| ------------------ | -------------------- | ---------------------- |
| Írország           | 2012. szeptember 14. | - GOOD Music - Def Jam |
| Új-Zéland          | 2012. szeptember 14. | - GOOD Music - Def Jam |
| Dánia              | 2012. szeptember 14. | - GOOD Music - Def Jam |
| Egyesült Királyság | 2012. szeptember 17. | - GOOD Music - Def Jam |
| Egyesült Államok   | 2012. szeptember 18. | - GOOD Music - Def Jam |